# Fundy Royal
Ne doit pas être confondu avec l'ancienne circonscription de Fundy—Royal.
Circonscription électorale fédérale du Canada
Fundy Royal est une circonscription électorale fédérale canadienne dans la province du Nouveau-Brunswick.
Se trouvant dans le sud de la province sur la côte de la baie de Fundy, elle se constitue à peu près de la région entre les trois grandes villes de la province, Saint-Jean (Nouveau-Brunswick), Fredericton et Moncton, soit certaines parties des comtés d'Albert, Kings, Queens, Westmorland et Saint John.
Sa population est de 67 287 dont 54 154 électeurs sur une superficie de 7 503 km². Les circonscriptions limitrophes sont Saint John, Nouveau-Brunswick-Sud-Ouest, Fredericton, Moncton—Riverview—Dieppe et Beauséjour.

## Députés
| Législature | Années        | Député                | Député                    | Parti                                 |
| ----------- | ------------- | --------------------- | ------------------------- | ------------------------------------- |
| Royal       |               |                       |                           |                                       |
| 13e         | 1917–1921     |                       | Hugh Havelock McLean      | Unioniste                             |
| 14e         | 1921–1925     | George Burpee Jones   | Conservateur              |                                       |
| 15e         | 1925–1926     | George Burpee Jones   | Conservateur              |                                       |
| 16e         | 1926–1930     | George Burpee Jones   | Conservateur              |                                       |
| 17e         | 1930–1935     | George Burpee Jones   | Conservateur              |                                       |
| 18e         | 1935–1940     | Alfred Johnson Brooks | Conservateur              |                                       |
| 19e         | 1940–1945     | Alfred Johnson Brooks | Gouvernement national     |                                       |
| 20e         | 1945–1949     | Alfred Johnson Brooks | Progressiste-conservateur |                                       |
| 21e         | 1949–1953     | Alfred Johnson Brooks | Progressiste-conservateur |                                       |
| 22e         | 1953–1957     | Alfred Johnson Brooks | Progressiste-conservateur |                                       |
| 23e         | 1957–1958     | Alfred Johnson Brooks | Progressiste-conservateur |                                       |
| 24e         | 1958–1960     | Alfred Johnson Brooks | Progressiste-conservateur |                                       |
| 24e         | 1960-1962     | Hugh John Flemming    | Progressiste-conservateur |                                       |
| 25e         | 1962–1963     | Gordon Fairweather    | Progressiste-conservateur |                                       |
| 26e         | 1963–1965     | Gordon Fairweather    | Progressiste-conservateur |                                       |
| 27e         | 1965–1968     | Gordon Fairweather    | Progressiste-conservateur |                                       |
| Fundy—Royal |               |                       |                           |                                       |
| 28e         | 1968–1972     |                       | Gordon Fairweather        | Progressiste-conservateur             |
| 29e         | 1972–1974     |                       | Gordon Fairweather        | Progressiste-conservateur             |
| 30e         | 1974–1978     |                       | Gordon Fairweather        | Progressiste-conservateur             |
| 30e         | 1978-1979     | Robert Corbett        |                           | Progressiste-conservateur             |
| 31e         | 1974–1980     | Robert Corbett        |                           | Progressiste-conservateur             |
| 32e         | 1980–1984     | Robert Corbett        |                           | Progressiste-conservateur             |
| 33e         | 1984–1988     | Robert Corbett        |                           | Progressiste-conservateur             |
| 34e         | 1988–1993     | Robert Corbett        |                           | Progressiste-conservateur             |
| 35e         | 1993–1997     |                       | Paul Zed                  | Libéral                               |
| 36e         | 1997–2000     |                       | John Herron               | Progressiste-conservateur             |
| 37e         | 2000–2003     |                       | John Herron               | Progressiste-conservateur             |
| 37e         | 2003-2004     |                       | John Herron               | Progressiste-conservateur indépendant |
| Fundy Royal |               |                       |                           |                                       |
| 38e         | 2004–2006     |                       | Rob Moore                 | Conservateur                          |
| 39e         | 2006–2006     |                       | Rob Moore                 | Conservateur                          |
| 40e         | 2008–2011     |                       | Rob Moore                 | Conservateur                          |
| 41e         | 2011–2015     |                       | Rob Moore                 | Conservateur                          |
| 42e         | 2015–2019     |                       | Alaina Lockhart           | Libéral                               |
| 43e         | 2019–2021     |                       | Rob Moore (2)             | Conservateur                          |
| 44e         | 2021–2025     |                       | Rob Moore (2)             | Conservateur                          |
| 45e         | 2025–en cours |                       | Rob Moore (2)             | Conservateur                          |

## Résultats électoraux
Modèle:Élection générale canadienne de 2025 — Fundy Royal
|       | Candidat           | Parti        | # de voix | % des voix |
|       | (X) Rob Moore      | Conservateur | +17 361,  | 37,07 %    |
|       | Alaina Lockhart    | Libéral      | +19 140,  | 40,87 %    |
|       | Jennifer MacKenzie | NPD          | +08 207,  | 17,53 %    |
|       | Stephanie Coburn   | Vert         | +01 823,  | 3,89 %     |
|       | David Raymond Amos | Indépendant  | +00296,   | 0,63 %     |
| Total | Total              | Total        | 46 827    | 100 %      |

|       | Candidat         | Parti        | # de voix | % des voix |
|       | (x) Rob Moore    | Conservateur | +21 206,  | 58,14 %    |
|       | Linda Wilhelm    | Libéral      | +03 668,  | 10,06 %    |
|       | Darryl Pitre     | NPD          | +09 845,  | 26,99 %    |
|       | Stephanie Coburn | Vert         | +01 757,  | 4,82 %     |
| Total | Total            | Total        | 36 476    | 100 %      |

|       | Candidat             | Parti        | # de voix | % des voix |
|       | (x) Rob Moore        | Conservateur | +17 211,  | 51,63 %    |
|       | Mark Wright          | Libéral      | +05 773,  | 17,32 %    |
|       | Rob Moir             | NPD          | +07 907,  | 23,72 %    |
|       | Erik Matthew Millett | Vert         | +02 443,  | 7,33 %     |
| Total | Total                | Total        | 33 334    | 100 %      |